# Catalunya Gràfica
Catalunya Gràfica va ser una revista catalana d'informació nacional i estrangera publicada entre el 1922 i el 1923. El primer número va aparèixer a Barcelona el 10 de gener de 1922, sota el control de l'apoderat i el representat editorial Joan Guasch i Rius. Inicialment plantejada com una publicació desenal, va acabar sortint cada quinze dies en un intent de salvar l'existència de la revista que, després de 25 números, va tancar l'abril de 1923.
Es tractava d'una revista impresa habitualment de 24 pàgines que recollia notícies sobre l'actualitat catalana, la política catalana, informació sobre fets de l'estranger, política europea, el teatre, la poesia, la música o els esports. La publicació va tenir sempre present la tasca de difusió de la cultura catalana, tal com volien demostrar els autors en l'editorial del primer número:
| «                                                             | Comencem una obra de cultura general, i que és ningú menys que la Pàtria catalana qui únicament al capdavall ha de gaudir-se'n. […] Aquestes planes covades amb tant d'amor són fetes per a l'exaltació de l'ànima catalana. | » |
| — Editorial del primer número de la revista Catalunya Gràfica | |   |

La revista va publicar un total de 25 números després d'algun retard en més d'una publicació i la sortida conjunta d'algun número com l'11 i el 12. La disminució de pàgines i altres problemes econòmics derivats de la pèrdua de subscriptors i el creixent preu de l'edició van fer tancar aquesta publicació catalana.

## Història
La primera publicació de Catalunya Gràfica sorgeix el 10 de gener de 1922. Té la redacció i la seu administrativa al mateix local, la llibreria Puig i Alfonso de la Plaça Nova. El director i fundador va ser Joan Guasch i Rius i el primer número de la revista va ser impresa a la Casa Successors de J.Comas de Sabadell, tot i que a partir del número 11 s'imprimeix a la casa Heinrich i Cia. De Barcelona.
El format era habitualment de 24 pàgines a dues columnes, les primeres 8 pàgines eren d'articles i anuncis i la resta informació gràfica amb imatges en blanc i negre. El preu era inicialment de 40 cèntims, tot i que el 1923 va pujar amb el número 22 a 50 cèntims, 2 rals.

## Continguts
La revista Catalunya Gràfica és marcadament catalanista en el to editorial i en les publicacions. Als continguts apareixen monogràfics sobre la Plaça de Catalunya, o equipaments com la línia telefònica que va impulsar la Mancomunitat de Catalunya. Centrada en figures catalanes històriques com Jacint Verdaguer, Isidre Nonell o Joan Maragall, la revista fa referència a inventors catalans com també a la tasca de l'Ajuntament de Barcelona en la construcció d'equipaments com escoles.
La religió també apareix sovint com a monogràfic per explicar esglésies catalanes destacades com la Sagrada Família, dates com la Pasqua de Resurrecció o l'elecció del nou papa que substitueix el difunt Benet XV. Hi ha també informació gràfica sobre diferents llocs de la geografia catalana com Sant Miquel del Fai. Però sobretot el que apareix en totes les publicacions són referències a la cultura escrita, musical i teatral de Catalunya. Versions catalanes de diferents cançoners o adaptacions de llegendes com la de Blancaflor. L'esport està centrat sobretot en el Futbol Club Barcelona o les copes que es juguen a Catalunya, sobretot destacant els partits amb altres clubs internacionals. Pel que fa a la informació estrangera apareix ocasionalment en forma de successos amb imatges i de forma variada.
És, doncs, una publicació molt general que detalla sobretot aquells esdeveniments que afecten a Catalunya. Aprofita per tant la proximitat de les fonts escrites i gràfiques i les disposa al lector sense cap evolució en els 25 números que va durar la revista. L'estil narratiu és sempre similar i les seccions no varien ni formal ni estèticament.
| Capçaleres internes de Catalunya Gràfica                           | Capçaleres internes de Catalunya Gràfica                                 | Capçaleres internes de Catalunya Gràfica                                          | Capçaleres internes de Catalunya Gràfica                                     |
| ------------------------------------------------------------------ | ------------------------------------------------------------------------ | --------------------------------------------------------------------------------- | ---------------------------------------------------------------------------- |
| La capçalera de la secció d'esports.                               | Una de les capçaleres de la secció de música.                            | El format habitual per presentar altres informacions.                             | secció d'escacs.                                                             |
| Detall de la capçalera de la secció d'esports de Catalunya Gràfica | Detall d'una de les capçaleres de la secció musical de Catalunya Gràfica | Detall del format habitual per presentar altres informacions de Catalunya Gràfica | Detall d'una capçalera especial sobre el joc dels escacs a Catalunya Gràfica |

## Declivi
A partir del número 10 s'observa el primer símptoma de dificultat de la revista per tirar endavant. L'editorial fa una crida als lectors a fer que la revista sigui ben catalana, de Catalunya i per Catalunya, així que demanen l'ajuda de tots per augmentar la propaganda nacional i cooperar per tirar endavant la publicació. A partir d'aquesta crida apareixerà en diferents números aquesta editorial, sempre repetida. Al número següent de la publicació ja es fa evident el problema amb el retard de la publicació i la sortida conjunta dels números 11 i 12. A partir del número 13 disminueix el nombre de pàgines tot i que la publicitat es manté, per tant, apareix el número amb menys espai per la redacció. Després d'uns quants números fan saber en l'editorial del número 21 que algunes entitats culturals que no menciona, han format un patronat per a cooperar pel bon èxit de la revista.
És als últims números quan és més evident el seu final. El número 23 copia la portada del primer número i l'última publicació, la 25 copia la mateixa portada del número d'Abril de Sant Jordi. En cap cas s'indica la desaparició de la revista però resulta evident que seria causada per un problema econòmic derivat de la pèrdua de subscriptors i l'alt cost de l'edició.

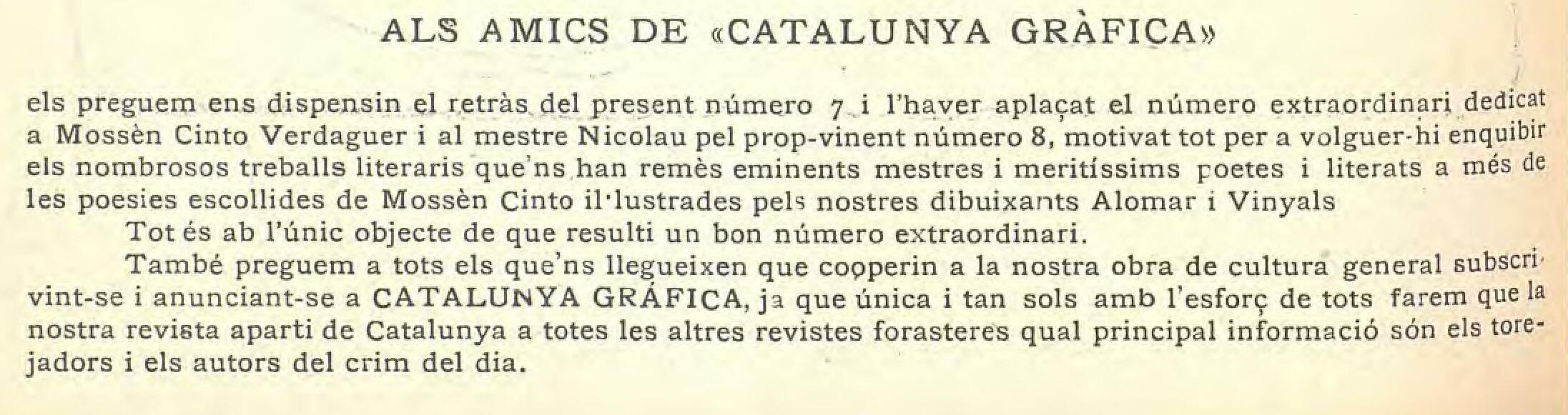
Primer símptoma dels problemes de la publicació.

## Col·laboradors
Pel que fa als escriptors, els més habituals a publicar en la revista Catalunya Gràfica van ser: Josep Barberà, Bertran i Pijoan, Bofill i Duran, Bofill i Matas, Mossèn Josep Cardona, Francesc Carreras i Candi, Florenci Cornet, A. Fargas, Llorens Ferrer, J. Lamote de Grignon, F. Lliurat, Joan Llongueras, J. Mas, D. Mas, A. Masriera, P. Mateu, Lluis Millet, Antoni Nicolau, J. Permanyer, Ll. Reñé, J. Roca, Ruíz Porta, B. Saturé, Surinach Sentíes i Joan Tomas. Molts dels noms coneguts com a Antoni Nicolau, Lluís Millet o Lluís Reñé no firmen cap document, tot i que apareixen declaracions seves.
Pel que fa als fotògrafs, indispensables en aquesta revista gràfica, els més importants són els que firmen sota el nom de Josep Maria Sagarra, Vilaseca, Zerkowits, Frascarri, Pineda, Sendra i J. Vidal, tot i que apareixen altres fotògrafs ocasionals com: M. Aguiló i Casas, C. Fargas, Llorens Ferrer, Josep Garrut, J. Martí i Perez Moya. Pel que fa als dibuixants, el més important és Josep Alumá, que firma les portades i capçaleres de la revista, però també Mas i Vinyals o Grapa i Sam, aquests més aviat caricaturistes.